# Gortüsz
Kréta szigetének jelentős romkertje, a fővárostól, Herakliontól 46 km-re délnyugatra fekvő Gortüsz vagy Gortüna (görögül: Γόρτυνα, Γόρτυς, vagy Γόρτυν).
Nevét Minósz király fivérének fiáról kapta. A római uralom idején a város volt az Észak-afrikai Küreneia provincia székhelye. A nagy kiterjedésű és érdekes ásatási területen szinte minden korból láthatóak maradványok. Gortüsz bejáratánál a Kr. u. VI. - VII. században épült Szent Titusz-székesegyház romjai fogadják a látogatót, a legjelentősebb épületmaradvány, a Praetorium, amely a római helytartó rezidenciája volt, melytől nyugatra látható az archaikus korban épült Apolló szentélye.
Az itt talált legérdekesebb lelet a kőtáblákra vésett „gortüszi törvény”, mely átfogó képet ad az archaikus kor végének társadalmáról és jogrendjéről. A kőtáblákat egy, 1884-ben végzett ásatás során találták meg, az itt feltárt odeon falán, egy részüket ma a Louvreban örzik.

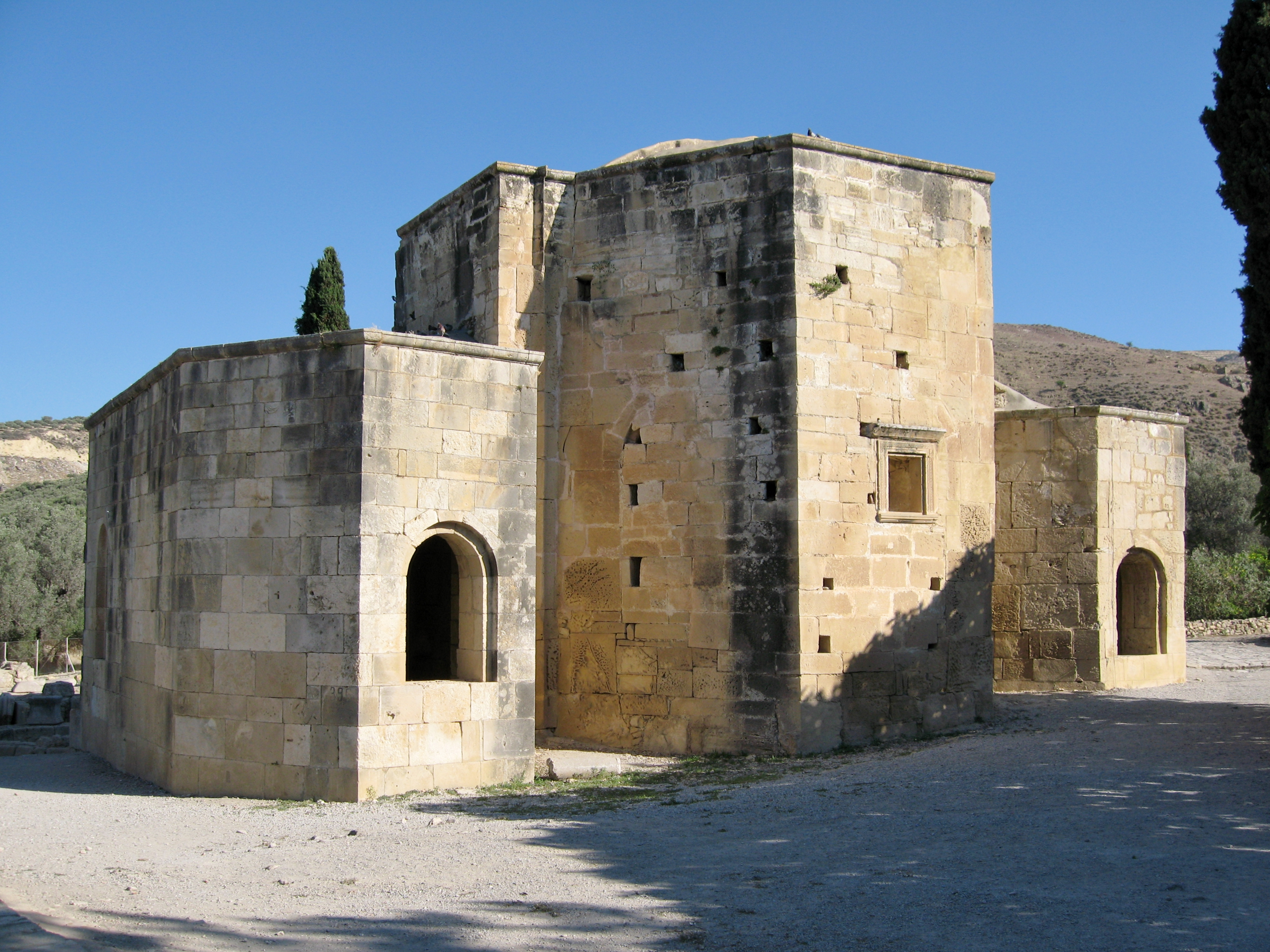
A Szent Titusz-székesegyház
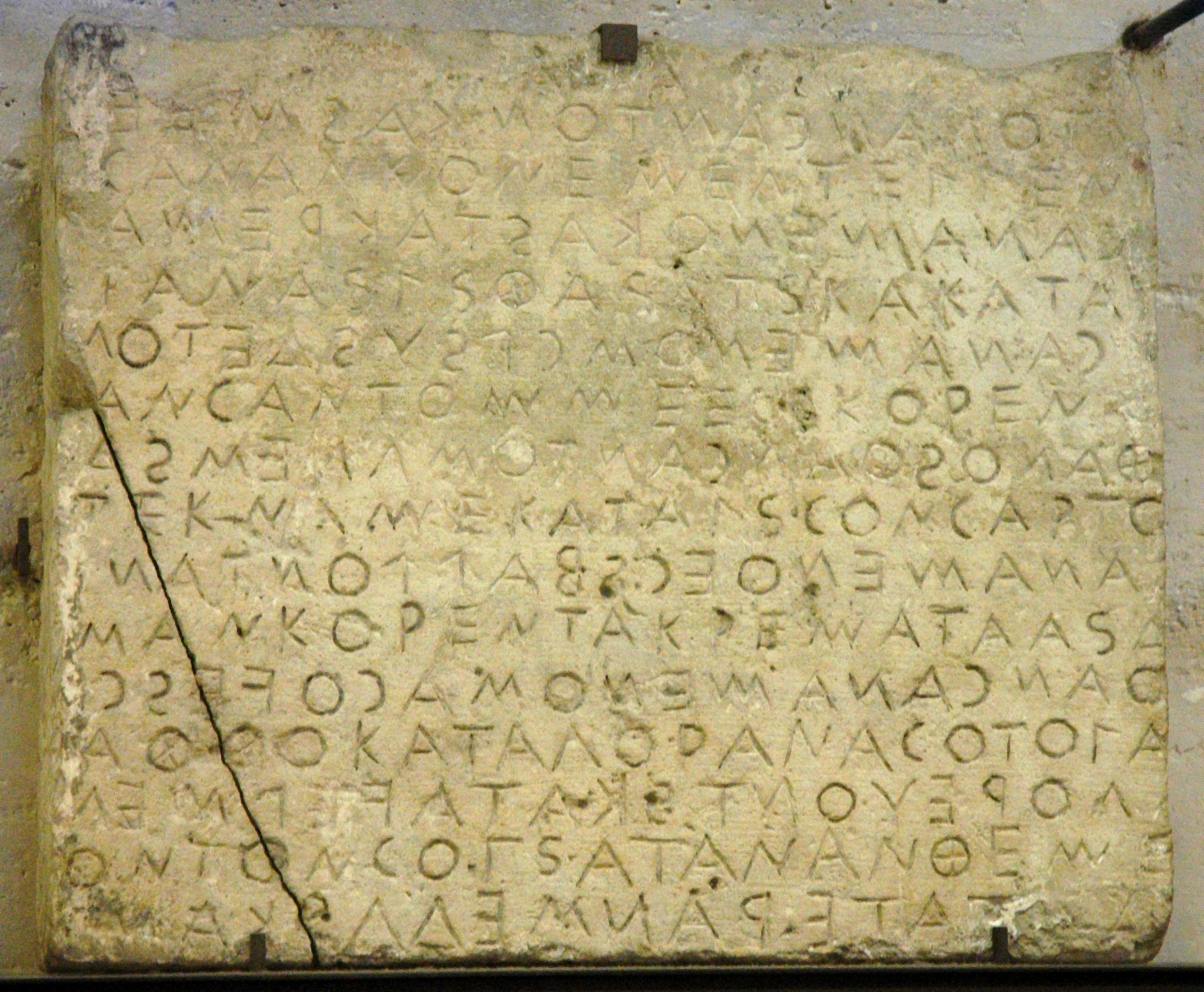
A „gortüszi törvény” egyik kőtáblája, mely a Louvre gyűjteményében látható